# Argeline Tan-Bouquet
Pour les articles homonymes, voir Tan et Bouquet.
Argeline Tan-Bouquet, née le 30 avril 1994 à Massy, est une skieuse française pratiquant le télémark. Originaire du grand-massif, c'est à travers le Samoëns Team Télémark que tout commence.
En parallèle de son sport, Argeline est kinésithérapeute depuis 2015.
Le télémark c'est une histoire de famille. Sa sœur Maëly Vernet-Bouquet, est elle aussi en Équipe de France de télémark.

## Palmarès

### Coupe du monde
- 🥇 7 victoires
- Total de 51 podiums
- 3ème au classement général en 2022
- Vainqueur du Globe de Cristal en Classic en 2018

### Championnats du monde
- 🥈 Médaillée d'argent en Team Event en 2021
- 🥈 Vice Championne du monde en Sprint en 2019
- 🥉 Médaillée de bronze en Parallèle et en Team Event en 2019
- 🥈 Triple Vice Championne du monde en 2017